# Соломатино (станция)
Соломатино (Саломатино) — железнодорожная станция Волгоградского региона Приволжской железной дороги в Камышинском районе Волгоградской области. Станция была открыта в 1942 году.
При станции расположен населённый пункт Саломатино, в 2 км к западу от станции — село Саломатино. Рядом со станцией проходит автодорога 18А-3 «Иловля — Ольховка — Камышин». Севернее станции протекает река Иловля.
Станция электрифицирована на переменном токе. На станции Соломатино осуществляется продажа билетов, приём и выдача грузов. В 2012 году станция была отремонтирована и покрашена. Начальник станции — Людмила Брыжина.

## Пригородное следование по станции
| № поезда | Маршрут движения      | № поезда | Маршрут движения      |
| -------- | --------------------- | -------- | --------------------- |
| 6812     | Петров Вал — Качалино | 6813     | Качалино — Петров Вал |